# Emmanuelle Béart

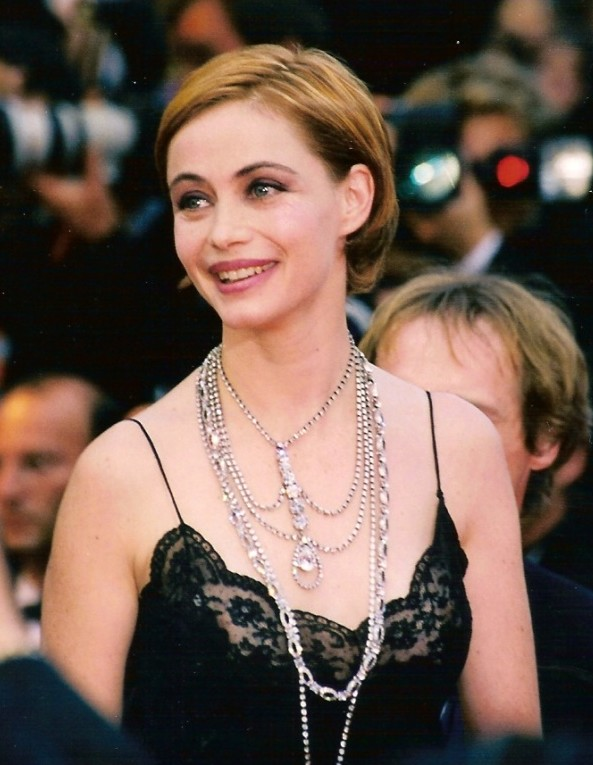
Emmanuelle Béart 1998.

Emmanuelle Marie Hélène Béart, född 14 augusti 1963 i Gassin i Var, är en fransk skådespelare. Hon vann en César för bästa birollsskådespelerska i filmen Jean de Florette del 2 - Manons källa och har blivit nominerad ytterligare sju gånger för bästa kvinnliga nykomling och bästa skådespelerska.

## Biografi
Béart föddes som Emmanuelle Béhart-Hasson i Gassin på Franska rivieran. Hon är dotter till Geneviève Galéa, en tidigare modell, och Guy Béart, en sångare och poet. Hon har varit gift med Daniel Auteuil (hennes motspelare i flera av hennes tidiga filmer och far till Béarts första barn) och Michaël Cohen. Hon har även barn tillsammans med David Moreau.
Förutom skådespeleri är Béart känd för sitt samhällsengagemang. Hon är Unicef-ambassadör och har varit aktiv för att göra Frankrikes invandringslagar mer liberala.
I dokumentären Such a resounding silence (2023) beskriver hon bland annat, inspirerad av modet hos andra incestoffer, hur hon som barn utsattes för incest av en man i familjens närhet.

## Karriär
Béarts första roll var i filmen Tomorrow's Children (1976). Hon fortsatte med ett par roller i fransk TV, men återvände till Kanada, där hon tillbringat delar av sin ungdom, för att studera. Efter det åkte hon till Frankrike och gick skådespelarutbildning. 1986 kom hennes stora genombrott med i filmen Jean de Florette del 2 - Manons källa mot Yves Montand. Hon har senare fått flera priser, inklusive för sin rolltolkning i En fransk kvinna (1995). Hennes största framgång i Hollywood kom året därpå med Mission: Impossible.

## Filmografi (i urval)
- 1986 – Jean de Florette del 2 - Manons källa
- 1991 – Den sköna satmaran
- 1995 – En fransk kvinna
- 1996 – Mission: Impossible
- 2000 – Ett känsligt öde
- 2002 – 8 kvinnor
- 2003 – Nathalie...
- 2012 – Bye Bye Blondie

### Övriga framträdanden
Béart var julen 2006 H&M:s underklädesmodell.